# Metaclisis
Metaclisis is een geslacht van vliesvleugelige insecten uit de familie Platygastridae.

## Soorten
- M. areolatus (Haliday, 1835)
- M. monheimi (Foerster, 1861)
- M. montagnei Maneval, 1936
- M. ocalea (Walker, 1838)
- M. phragmitis Debauche, 1947
- M. striatitergitis Szabó, 1959